# Бессмертные (Персия)
«Бессмертные» (др.-греч. Ἀθάνατοι, Athánatoi) — в древней Персии название отборных военных формирований, совмещавших черты гвардии и регулярных войск.

## Империя Ахеменидов
Впервые появились в империи Ахеменидов в VI веке до нашей эры.
«Бессмертные» подробно описаны Геродотом, который обозначал их как «десять тысяч» или Αθάνατοι (в пер. с греч. — бессмертные). По одной из версий, такое название произошло в результате того, что Геродот перепутал персидские слова Anūšiya (товарищи) и Anauša (бессмертные). Другая версия объясняет происхождение названия тем, что, как только кто-то из «бессмертных» погибал, его заменяли другим, тем самым поддерживая число бессмертных постоянным (10 000 человек).
Отряды «бессмертных» формировались только из мидийцев, персов и эламитов, причём первая их тысяча, составлявшая личную охрану царя, формировалась исключительно из персидской знати. Подготовка начиналась ещё в детстве. Обязательными для «бессмертного» были умение хорошо стрелять из лука и скакать верхом, а впоследствии также строгое следование учению Заратустры.
Бессмертные были экипированы кожаной бронёй и плетёными щитами и вооружены короткими копьями с железными наконечниками и луками с тростниковыми стрелами. Они могли сражаться и как тяжёлая пехота, и как конница. «Бессмертные» были малоэффективны в бою с противниками, использующими фалангу или длинные мечи (например, греческие гоплиты).

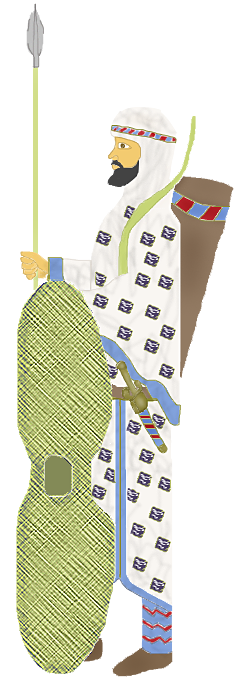
Современный рисунок

«Бессмертные» принимали участие в большинстве важных сражений Персидской империи, в частности, в войне с Нововавилонским царством в 547 году до н. э., в завоевании Египта Камбизом II (525 год до н. э.), в походах Дария I в Индию и Скифию, но особенно известно их участие в Греко-персидских войнах, когда «бессмертными» командовал Гидарн Младший.

## Сасаниды и Византийская империя
«Бессмертные» вновь появились в Сасанидском Иране; сасанидские «бессмертные» были похожи на своих предшественников, их численность также составляла 10 000 человек, но в отличие от «бессмертных» эпохи Ахеменидов они были конными. В Византийской империи во время правления Иоанна Цимисхия также был сформирован отряд элитной кавалерии, названный «бессмертными»..

## «Бессмертные» в массовой культуре
- Использование «бессмертных» при Фермопилах отражено в фильмах Триста спартанцев (1962) и 300 спартанцев (2006), хотя в обоих фильмах их изображение далеко от исторического.
- В некоторых исторических компьютерных стратегиях (в частности, в Rome: Total War: Alexander, Legion III, Civilization, Rise of Nations, Empire Earth и Crusader Kings 2) «бессмертные» используются в качестве уникального персидского типа войск.
- Бессмертных призывает для своей защиты царь Кир в фильме "Томирис".